# Чаклянац
Чаклянац (серб. Чакљанац) — річковий острів на правому березі Дунаю на південь від острова Форконтумац і міста Панчево. Належить до 3 категорії заповідних природних об'єктів як пам'ятка місцевого значення.